# World Masters of Snooker
De World Masters of Snooker is een professioneel non-ranking snookertoernooi. Het werd voor het eerst gehouden in maart 2024, in Saoedi-Arabië. De top tien van de snooker wereldranglijst wordt uitgenodigd, samen met twee wildcards. De eerste editie werd gewonnen door Ronnie O'Sullivan.

In dit toernooi werd een nieuw fenomeen geïntroduceerd, de Gouden Bal. Deze bal is 20 punten waard en kan alleen gescoord worden nadat een speler een 147 heeft gemaakt. Hierdoor is een maximumbreak van 167 mogelijk.

## Winnaars
| Jaar | Winnaar           | Verliezend finalist | Score | Seizoen   |
| ---- | ----------------- | ------------------- | ----- | --------- |
| 2024 | Ronnie O'Sullivan | Luca Brecel         | 5-2   | 2023/2024 |